# Григорович Павло Леонтійович
Григоро́вич Павло́ Лео́нтійович (1845—1924) — релігійний діяч, настоятель Хрестовоздвиженського (Мироносицького) храму у Харкові. Викладав Закон Божий у різних жіночих навчальних закладах міста. Під час Першої російської революції, разом з чотирма іншими священниками, виступив проти застосування смертної кари до революціонерів. Цей вчинок дуже обурив харківського єпископа Арсенія і Павло Григорович лишився поста настоятеля.

## Біографія

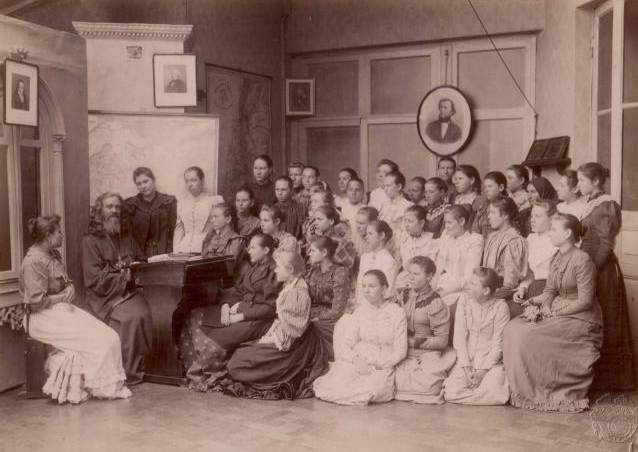
Павло Григорович викладає у Недільній школі Христини Алчевської

Павло Григорович народився 6 листопада 1845 року у місті Недригайлів Лебединського повіту. Його батьком був Леонтій Йосифович Григорович — священник слободи Марківка. Павло мав старшу сестру — Меланію, яка одружилася зі священником Єфимом Гризодубовим, братом Михайла Гризодубова. Навчався у Харківській духовній семінарії, яку закінчив у 1865 році. Під час навчання у семінарії, брав участь у зібраннях українофілів. Там познайомився з Христиною Алчевською з якою, на зібраннях, співав дуетом українські пісні. 19 лютого 1868 року став священником валківської Церкві Успіння Пресвятої Богородиці. Був помічником інспектора Харківської духовної семінарії у 1869—1878 роках. Згідно проханню, 28 квітня 1878 року став другим священником Хрестовоздвиженського храму. Восени того ж року, Рада Інституту шляхетних дівчат запросила Павла Григоровича на вакантне місце законовчителя, де він викладав до 1895 року. Харківський єпископ Сава, розповідаючи у своїх спогадах про це назначення писав, що хоча Григорович «не отримав академічної освіти, але людина дуже слушна та здібна».
У 1890 році він отримав високу церковну нагороду — Наперсний хрест від Святійшого синоду. У грудні 1891 року став законовчителем у недільній школі своєї старої знайомої — Христини Алчевської. У 1895 році Павло Григорович став настоятелем храму, того ж року почав викладати Закон Божий у Жіночій гімназії Е. Н. Драшковської та завідувати церковно-приходською жіночою школою. 16 квітня 1895 року прихожани храму урочисто подарували настоятелю золотий наперсний хрест з брильянтами. Також Григорович був депутатом церков благочіння першої округи міста Харкова у 1898—1905 роках. З 1895 року попечитель харківської навчальної округи. З 1899 року член ревізійної комісії по справам Єпархіального свічного заводу. За відмінно-усердну працю, він отримав сан протоієрея у 1900 році. Також нагороджувався орденами Святої Анни другого та третього ступенів.
Під час Першої російської революції, протоієрей Павло Григорович разом зі священниками Володимиром Шаповаловим, Іоанном Філевським, Миколою Вознесенським та Володимиром Купленським виступили проти застосування смертної кари до революціонерів. Їх колективний лист було опубліковане першого січня 1906 року у харківській газеті «Волна», під заголовком «Голос священника о смертной казни и об убийстве как средстве политической борьбы». Цей лист викликав обурення харківського єпископа Арсенія. Вже третього січня Павло Григорович разом зі своїм однодумцем Миколою Вознесенським були вимушені заявити, що вони не згодні з однією із фраз листа. Через три тижня ще один священник, Володимир Купленський, також заявив про це. У фразі говорилося про те, що священники однаково жаліють як вбитих революціонерів, так і солдатів вбитих на своєму посту. Павло Григорович був тимчасово відсторонений від служіння, а згодом за рішенням єпископа Арсенія лишився поста настоятеля і знову став другим священником храму.
Представники харківської інтелігенції написали колективного листа, де просили єпископа поновити Павла Григоровича настоятелем. Серед тих, хто підписав листа, були Владислав Бузескул, Леонард Гіршман та Христина Алчевська. Однак Григорович так і залишився простим священником.
Під час вилучення церковних коштовностей з Хрестовоздвиженського храму, Павло Григорович був викликаний до ЧК де був допитаний та підписав протокол про вилучення. Помер у 1924 році в оточенні дітей та онуків. Був похований на Першому міському кладовищі, поблизу Храма усікновення глави Іоана Предтечі. Могила не збереглася.

## Нагороди
- Орден Святої Анни II ступеня[8].
- Орден Святої Анни III ступеня[10].
- Наперсний хрест від Святійшого синоду видаваємий[5].

## Родина

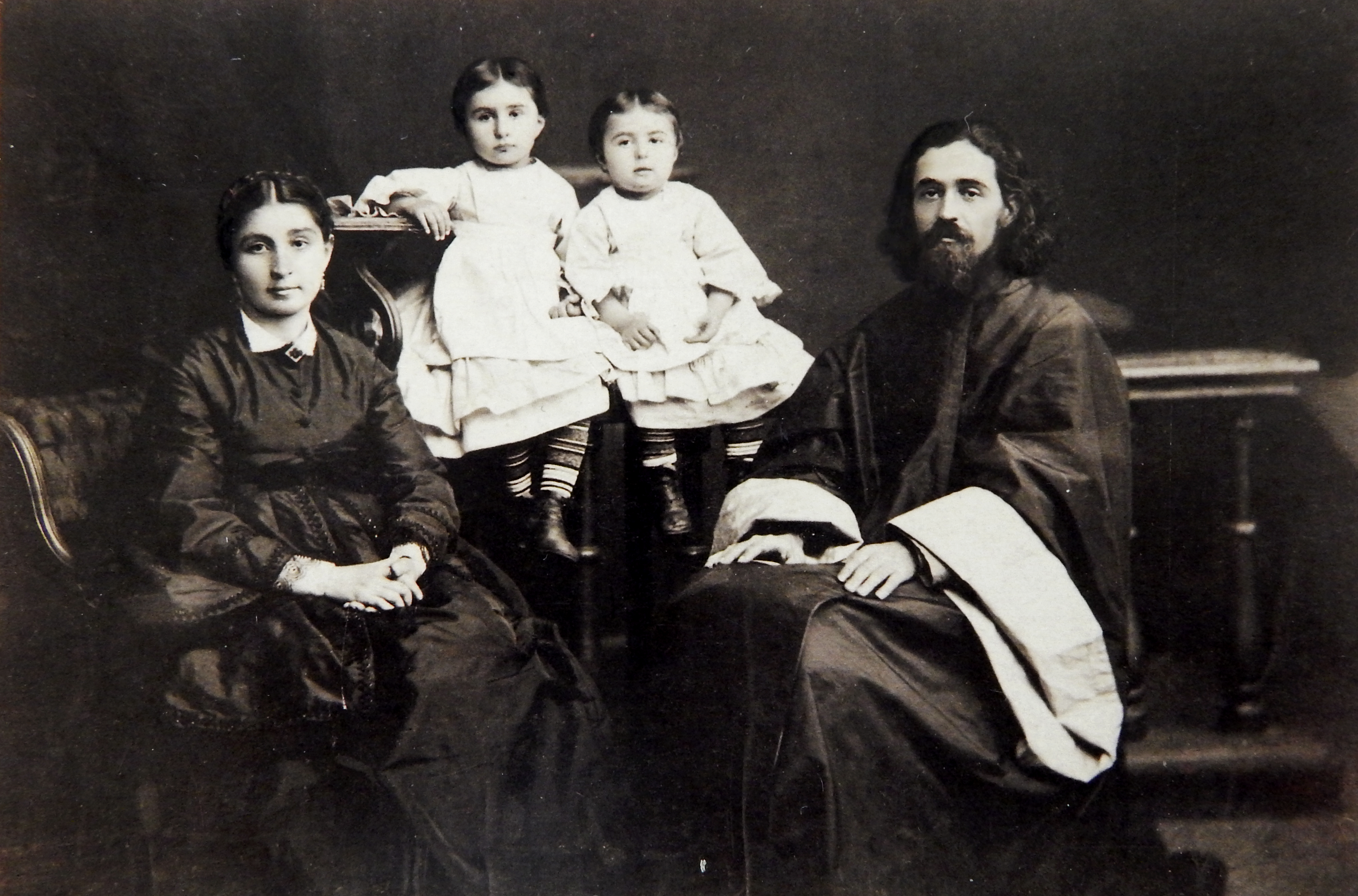
Павло Григорович з родиною

Був одружений з Олександрою Іванівною Чіжевською, дочкою настоятеля Свято-Дмитріївського храму Харкова, Іоана Лукича Чіжевського. Подружжя мало тринадцять дітей:
- Лідія (1868 р.н.)
- Анна (1871 р.н.)
- Ольга (1874 р.н.)
- Катерина (1875 р.н.)
- Надія (1877 р.н.)
- Софія (1879 р.н.) — викладач Харківського педагогічного інституту іноземних мов[13].
- Сергій (1880—14.01.1931) — бактеріолог, покінчив з собою у будинку ДПУ УСРР[14].
- Олександр (1881 р.н.)
- Михайло (1883 р.н.)
- Любов (1887 р.н.)
- Марія (1888 р.н.) — дружина революционера Григоряна Габрієля Маркаровича[15].
- Віра (1890 р.н.)
- Володимир (1894 р.н.)[10]

Онуками Павла Григоровича були: художник Лев Фітільов та доктор технічних наук Сергій Андоньєв.